# Classe Thornycroft
Les destroyers de classe Thornycroft ou de classe Shakespeare sont une classe de cinq leaders de flottille de destroyers conçus par John I. Thornycroft & Company et construits par elle à Woolston, pour la Royal Navy vers la fin de la Première Guerre mondiale. Ils sont nommés d'après des amiraux. Seuls le Shakespeare et le Spenser furent achevés à temps pour servir pendant la Première Guerre mondiale. Les trois autres furent achevés après la guerre, le Broke et le Keppel après avoir été remorqués jusqu'aux Royal Navy Dockyard pour être terminés, et deux autres navires, le Saunders et le Spragge, furent annulés. La fonction d'un leader était de transporter l'état-major d'une flottille de destroyers, ils furent donc agrandis pour transporter un équipage supplémentaire, des bureaux et du matériel de signalisation, permettant ainsi de transporter un cinquième canon. Ces navires sont très similaires à la Classe Admiralty (en), mais avaient des caractéristiques de conception Thornycroft, la plus remarquable étant les larges cheminées à parois plates.
Cette conception servit de base à plusieurs navires construits pour des marines étrangères dans les années 1920 :
- Classe Regele Ferdinand (en) construite en Italie pour la Marine militaire roumaine.
- Classe Churruca (es) construite en Espagne pour la Marine espagnole et la Marine argentine.
- Classe Mendoza (es) construite en Grande-Bretagne pour la Marine argentine.

## Navires
Les deux premiers navires de ce type furent commandés dans le cadre du War Emergency Programme, en avril 1916 :
- HMS Shakespeare : quille posée le 2 octobre 1916, lancé le 7 juillet 1917 et achevé le 10 octobre 1917. Gravement endommagé par une mine en juin 1918, vendu pour démolition et livré le 2 septembre 1936.
- HMS Spenser : quille posée le 9 octobre 1916, lancé le 22 septembre 1917 et achevé le 12 décembre 1917. Sert en temps de guerre, vendu pour démolition et livré le 29 septembre 1936.

Un troisième navire fut commandé en avril 1917 :
- HMS Wallace : quille posée le 15 août 1917, lancé le 26 octobre 1918 et achevé le 14 février 1919, converti en destroyer antiaérien de classe V et W en 1939. Il sert principalement sur la côte est et pendant l'invasion alliée de la Sicile. Vendu pour démolition le 20 mars 1945.

Quatre autres furent commandés à Thornycroft en avril 1918, mais avec la fin de la guerre, deux sont achevés par le Royal Navy Dockyard et les deux autres furent annulées ; le deuxième navire est initialement nommé Rooke, mais est rebaptisé Broke en avril 1921 :
- HMS Keppel ; lancé le 23 avril 1920, achevé en 1925 par HM Dockyard Portsmouth. Vendu pour démolition en juillet 1945. La cloche du navire fut sauvée et se trouve à côté du pavillon de cricket du Haileybury and Imperial Service College
- HMS Broke ; lancé le 16 septembre 1920, achevé en janvier 1925 par le chantier naval de Pembroke. Il subit des dommages le 8 novembre 1942 lors d'un assaut naval sur Alger au cours de l'opération Torch et sombre le lendemain.

Deux autres navires furent commandés en même temps, pour être construits selon ce plan par Cammell Laird, mais il fut par la suite décidé de les construire selon le plan classe Admiralty (en) et dans le cas où les deux furent ultérieurement annulés :
- Saunders, annulé en décembre 1918.
- Spragge, annulé en décembre 1918.